# برندان اوبرایان (تهیه‌کننده موسیقی)
برندان اوبرایان (انگلیسی: Brendan O'Brien؛ زادهٔ ۲۳ ژوئن ۱۹۶۰) یک موسیقی‌دان اهل ایالات متحده آمریکا است. وی از سال ۱۹۸۵ میلادی تاکنون مشغول فعالیت بوده‌است.